# Ā̃
Cette page contient des caractères spéciaux ou non latins. S’ils s’affichent mal (▯, ?, etc.), consultez la page d’aide Unicode.
Ā̃ (minuscule : ā̃), appelé A macron tilde, est un graphème utilisé dans certaines romanisations ou transcriptions phonétiques.
Il s’agit de la lettre A diacritée d’un macron et d’un tilde.

## Utilisation
Le A macron tilde est utilisé dans l’édition de l’Encyclopædia Britannica de 1911 pour transcrire le lahnda et le sindhi dans l’article « Sindhi and Lahnda ».

## Représentations informatiques
Le A macron tilde peut être représenté avec les caractères Unicode suivants :
- précomposé (latin étendu A, diacritiques) :

| formes    | représentations | chaînes de caractères | points de code | descriptions                                       |
| --------- | --------------- | --------------------- | -------------- | -------------------------------------------------- |
| majuscule | Ā̃               | Ā◌̃                    | U+0100 U+0303  | lettre majuscule latine a macron diacritique tilde |
| minuscule | ā̃               | ā◌̃                    | U+0101 U+0303  | lettre minuscule latine a macron diacritique tilde |

- décomposé (latin de base, diacritiques) :

| formes    | représentations | chaînes de caractères | points de code       | descriptions                                                   |
| --------- | --------------- | --------------------- | -------------------- | -------------------------------------------------------------- |
| majuscule | Ā̃               | A◌̄◌̃                   | U+0041 U+0304 U+0303 | lettre majuscule latine a diacritique macron diacritique tilde |
| minuscule | ã̄               | a◌̄◌̃                   | U+0061 U+0304 U+0303 | lettre minuscule latine a diacritique macron diacritique tilde |